# Merovingertiden
Merovingertiden kallas den period av Norges och Finlands förhistoria mellan folkvandringstid och vikingatid, det vill säga cirka 550–800 e.Kr. I Sverige motsvaras merovingertid av vendeltid och i Danmark av yngre germansk järnålder (cirka 600–800). Ingången till merovingertiden och dess motsvarigheter innebär också en övergång från äldre till yngre järnåldern.
Namnet har sin grund i att det norska arkeologiska materialet från perioden domineras av fynd med anknytning till Frankerriket och den frankiska kungaätten Merovingerna. Perioden delas i Norge in i tre faser utifrån arkeologiska kriterier. Fas 1 infaller cirka 570–650, fas 2 cirka 650–750 och fas 3 cirka 750–800. 
I Finland utmärks merovingertiden i stället av att föremål ökar i antal och har en mer finsk prägel. Under perioden förändras begravningssätten, med rika gravfynd i Egentliga Finland och Satakunda. Gravfynden indikerar en ekonomisk uppgång, som antagligen följde av en god situation gällande handel och jordbruk. Under merovingertid utökas nämligen de finska handelskontakterna från området kring Östersjön till att även innefatta mellersta Ryssland.

### Fotnoter
1. ↑  ”merovingertid” (på norska). Store norske leksikon. 2024-06-18. https://snl.no/merovingertid. Läst 23 juli 2024.
2. ↑  ”Finlands historia: Förhistoria”. Uppslagsverket Finland. Svenska Folkskolans vänner. https://www.uppslagsverket.fi/sv/sok/view-170045-FiFoerHistoria. Läst 23 juli 2024.
3. ↑  Krank, Penttilä (2003)